# The Madagascar Penguins in a Christmas Caper
The Madagascar Penguins in a Christmas Caper (no Brasil Os Pinguins de Madagascar em uma Missão de Natal) é um curta metragem que acontece antes dos eventos do filme Madagascar.

## Sinopse
Tudo começa numa véspera de natal, todos do zoológico comemorando as festas, menos Teddy o urso-polar. Recruta, o jovem do pelotão, vê a tristeza dele e pede para o capitão para dar um presente a ele. Mas, o capitão se recusa e Recruta foge para comprar um presente. Duas horas depois, os três percebem que o Recruta sumiu e vão atrás dele. Na cidade o pinguim logo acha um presente mas é sequestrado por Nana (a velhinha que deu uma surra em Alex e Melman no filme). Os outros pinguins a veem e a seguem até seu apartamento. O cachorro de Nana, Mordida, acha que Recruta é um brinquedo. E tenta o pegar. Mas ele é surpreendido pelos outros três. Que depois de algumas confusões, salvam Recruta e explodem o lugar. E ainda convidam o Teddy para a festa e todos do zoológico para cantar uma canção de natal.

## Dubladores
- Capitão - Paulo Vignolo
- Kowalski - Eduardo Dascar
- Rico - Marcelo Sandryni
- Recruta - Gustavo Veiga
- Nana - Geisa Vidal